# Claude Miller
Claude Miller, född 20 februari 1942 i Paris, död 4 april 2012 i samma stad, var en fransk filmregissör och manusförfattare.

## Utmärkelser
Miller vann Louis Delluc-priset 1985 för Jag är ingen barnunge längre!.

## Filmografi i urval
- 1967 – Två eller tre saker jag vet om henne (roll)
- 1970 – Vilden (roll)
- 1976 – Stampa takten, pojkar! (manus och regi)
- 1978 – Som en sköldpadda på rygg (manus och regi)
- 1981 – Garde à vue (manus och regi)
- 1985 – Jag är ingen barnunge längre! (manus och regi)
- 1988 – Den lilla tjuven (manus och regi)
- 1995 – Lumière et Compagnie (regi)
- 1998 – Skolresan (manus och regi)
- 2012 – Therese D. (regi)